# Repel·lent
Un repel·lent és una substància dissenyada per mantenir certs animals allunyats d'alguns objectes, zones, persones, plantes o altres animals. Els repel·lents generalment operen prenent l'avantatge de l'aversió natural dels animals a alguna cosa i sovint la cosa escollida és alguna que ja l'animal ha après a evitar (o que de manera instintiva evita) en el seu ambient natural. Per exemple l'orina dels depredadors allunya les seves preses. Són molt efectives com repel·lents l'orina del tigre del coiot i de la guineuentre altres. Els compostos químics imiten les substàncies que repel·len els animals o són substàncies irritants, alguns productes químics combienen aquestes dues estratègies. Per exemple el fertilitzant de la gespa milorganita és un repel·lent efectiu per la seva olor. Els repel·lents es troben segons dues categories olor i gust. Entre els repel·lents que no són productes químics hi ha la tanca electrificada del pastor elèctric o el filferro amb punxes. Contra els taurons s'ha provat sistemes elèctrics. Les freqüències altes o ultrasons s'han provat contra insectes i rosegadors. Contra les serps s'ha provat l'oli de llorer, de trèvol i l'eugenol.
Les arrels d'Acacia polyacantha subsp. campylacantha emeten compostos químics que repel·len els animals incloent les rates, serps i cocodrils.